# Trilogy (musikgrupp)
Trilogy var ett svenskt hårdrocksband med bland annat Ian Haugland (Europe, Baltimoore, Brazen Abbot). 1995 släppte man studioalbumet Lust Provider..

## Medlemmar
Senaste medlemmar
- Marc Gransten – sång, basgitarr
- Christoffer Hoofgard – gitarr
- Ian Haugland – trummor

Tidigare medlemmar
- Leif Edling – sång

## Diskografi
- 1995 – Lust Provider